# Србија на Светском првенству у атлетици у дворани
Србија је до сада шест пута самостално учествовала на Светским првенствима у дворани. Први пут је учествовала на 12. Светском првенству 2008. у Валенсији.
Светска првенства у атлетици у дворани одржавају се сваке две године од првог одржаног 1987.
Атлетичари Србије су учествовали на већини тих такмичења, као део неколико југословенских репрезентација од првог Светског првенства у дворани одржаном у Индијанаполису, до једанаестог 2006. у Москви:
- СФР Југославија (1987—1991)
- СР Југославија (1993—2001)
- Србија и Црна Гора (2003—2006)

Своју прву медаљу Србија је освојила на Светском првенству у дворани 2014. у Сопоту када је Ивана Шпановић у скоку удаљ освојила бронзану медаљу. На следећем Светском првенству у дворани 2016. у Портланду Ивана Шпановић (данас Ивана Вулета) освојила је сребрну медаљу.
Прву златну медаљу освојила је Ивана Шпановић у скоку удаљ и ушла у историју српске атлетике, као прва атлетичарка Србије која постала првак света у некој од атлетских дисциплина. Занимљиво је да је све четири медаље са светских првенстава у дворани освојила Ивана Шпановић.
После Светског првенства 2018. Србија по броју освојених медаља дели 50 место са репрезентацијом Бермуда са по једном златном, сребрном и бронзаном медаљом.
| Место | СП у дворани |   |   |   |   |
| =50   | Србија       | 2 | 1 | 1 | 4 |

## Освајачи медаља на светским првенствима у дворани
| Бр. | Мед. | Име(на)        | СП              | Дисциплина | Ж | М |
| 1.  |      | Ивана Шпановић | 2014. Сопот     | скок удаљ  | Ж | - |
| 2.  |      | Ивана Шпановић | 2016. Портланд  | скок удаљ  | Ж | - |
| 3.  |      | Ивана Шпановић | 2018. Бирмингем | скок удаљ  | Ж | - |
| 4.  |      | Ивана Вулета   | 2022. Београд   | скок удаљ  | Ж | - |

## Учешће и освојене медаље Србије на светским првенствима у дворани
| Учешће и освојене медаље Србије на СП | Учешће и освојене медаље Србије на СП                     | Учешће и освојене медаље Србије на СП                     | Учешће и освојене медаље Србије на СП                     | Учешће и освојене медаље Србије на СП                     | Учешће и освојене медаље Србије на СП                     | Учешће и освојене медаље Србије на СП                     | Учешће и освојене медаље Србије на СП                     | Учешће и освојене медаље Србије на СП                     | Учешће и освојене медаље Србије на СП                     | Учешће и освојене медаље Србије на СП                     |
| СП                                    | Учешће                                                    | Муш.                                                      | Жене                                                      | дисц.                                                     |                                                           |                                                           |                                                           |                                                           | Пласман                                                   | Детаљи                                                    |
| ------------------------------------- | --------------------------------------------------------- | --------------------------------------------------------- | --------------------------------------------------------- | --------------------------------------------------------- | --------------------------------------------------------- | --------------------------------------------------------- | --------------------------------------------------------- | --------------------------------------------------------- | --------------------------------------------------------- | --------------------------------------------------------- |
| 1987 — 2006.                          | Учествовала као део неке од југословенских репрезентација | Учествовала као део неке од југословенских репрезентација | Учествовала као део неке од југословенских репрезентација | Учествовала као део неке од југословенских репрезентација | Учествовала као део неке од југословенских репрезентација | Учествовала као део неке од југословенских репрезентација | Учествовала као део неке од југословенских репрезентација | Учествовала као део неке од југословенских репрезентација | Учествовала као део неке од југословенских репрезентација | Учествовала као део неке од југословенских репрезентација |
| 2008. Валенсија                       | 2                                                         | 1                                                         | 1                                                         | 1                                                         | 0                                                         | 0                                                         | 0                                                         | 0                                                         | -                                                         | [ 1 ]                                                     |
| 2010. Доха                            | 3                                                         | 2                                                         | 1                                                         | 3                                                         | 0                                                         | 0                                                         | 0                                                         | 0                                                         | -                                                         | [ 2 ]                                                     |
| 2012. Истанбул                        | 1                                                         | 1                                                         | 0                                                         | 1                                                         | 0                                                         | 0                                                         | 0                                                         | 0                                                         | -                                                         | [ 3 ]                                                     |
| 2014. Сопот                           | 2                                                         | 1                                                         | 1                                                         | 2                                                         | 0                                                         | 0                                                         | 1                                                         | 1                                                         | =26.                                                      | [ 4 ]                                                     |
| 2016. Портланд                        | 1                                                         | 0                                                         | 1                                                         | 1                                                         | 0                                                         | 1                                                         | 0                                                         | 1                                                         | =19.                                                      | [ 5 ]                                                     |
| 2018. Бирмингем                       | 4                                                         | 1                                                         | 3                                                         | 3                                                         | 1                                                         | 0                                                         | 0                                                         | 1                                                         | =10.                                                      | [ 6 ]                                                     |
| 2022. Београд                         | 13                                                        | 6                                                         | 7                                                         | 3                                                         | 1                                                         | 0                                                         | 0                                                         | 1                                                         | =10.                                                      | [ 7 ]                                                     |
| Укупно (7)                            | 26                                                        | 12                                                        | 14                                                        |                                                           | 2                                                         | 1                                                         | 1                                                         | 4                                                         |                                                           |                                                           |

## Преглед учешћа спортиста Србије и освојених медаља по дисциплинама на СП у дворани
Стање после СП 2018.
| Дисциплина   | Период | Период   | Укупно | Мушки | Жене |   |   |   |   |
| Дисциплина   | Прво   | Последње | Укупно | Мушки | Жене |   |   |   |   |
| ------------ | ------ | -------- | ------ | ----- | ---- | - | - | - | - |
| 60 м         | 2010   | 2022     | 1      | 0     | 1    | 0 | 0 | 0 | 0 |
| 400 м        | 2018   | 2022     | 2      | 0     | 2    | 0 | 0 | 0 | 0 |
| 1.500 м      | 2010   | 2010     | 1      | 1     | 0    | 0 | 0 | 0 | 0 |
| Скок увис    | 2008   | 2022     | 2      | 1     | 1    | 0 | 0 | 0 | 0 |
| Скок удаљ    | 2014   | 2022     | 2      | 0     | 2    | 2 | 1 | 1 | 4 |
| Троскок      | 2008   | 2022     | 2      | 0     | 2    | 0 | 0 | 0 | 0 |
| Бацање кугле | 2010   | 2022     | 1      | 1     | 0    | 0 | 0 | 0 | 0 |
| Укупно (7)   |        |          | 11     | 3     | 8    | 2 | 1 | 1 | 4 |

Разлика у горње две табеле за 15 такмичара настала је у овој табели, јер је сваки такмичар без обзира колико је пута учествовао на првенствима и у колико разних дисциплина на истом првенству, рачунат само једном.

## Национални рекорди постигнути на светским првенствима у дворани
| Дисцилина   | Нови рекорд | Атлетича/ка    | Датум, Место          | Стари рекорд | Атлетича/ка    | Датум, Место     |
| ----------- | ----------- | -------------- | --------------------- | ------------ | -------------- | ---------------- |
| Скок удаљ Ж | 7,07        | Ивана Шпановић | 18. 3 .2016. Портланд | 6,98         | Ивана Шпановић | 7. 5. 2015. Праг |

## Занимљивости
- Најмлађи учесник: Ангелина Топић, 16 год, 8 месеци и 24 дана (2022)
- Најстарији учесник: Драгутин Топић, 36 год, 11 месеци и 26 дана (2008)
- Највише учешћа: 4 Асмир Колашинац (2010, 2012, 2014 и 2018)
- Најбоље пласирани атлетичар: Драгутин Топић 8. место (2008)
- Најбоље пласирана атлетичарка: Ивана Шпановић 1. место (2018)
- Прва медаља: Ивана Шпановић бронза скок удаљ (2014)
- Прва златна медаља: - Ивана Шпановић скок удаљ (2018)
- Највише медаља: 3 Ивана Шпановић
- Најбољи пласман Србије: = 10 (2018)

## Преглед освојених медаља за репрезентацију Југославије атлетичара српских клубова
На Светским првенствима у атлетици у дворани, два репрезентативца СР Југославије освојили су две бронзане медаље.

### Бронза (2)
Драган Перић, Партизан, Београд — бацање кугле (1995)
Драгутин Топић, Црвена звезда, Београд — скок увис (1997)